# Vliegende auto

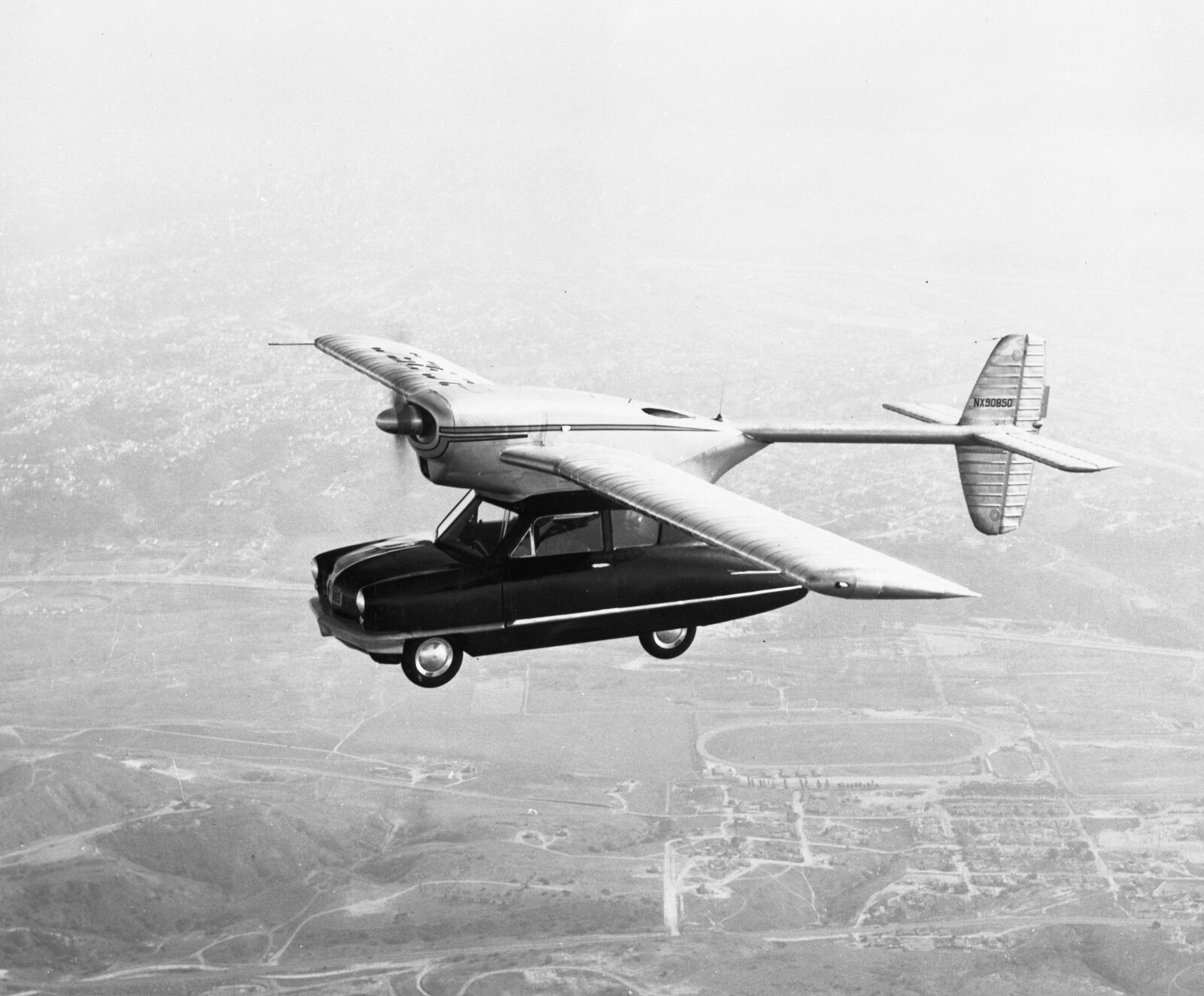
ConvairCar Model 118

Een vliegende auto is een auto die net als een gewone auto over de openbare weg mag rijden, maar daarnaast ook kan opstijgen, vliegen en landen als een luchtvaartuig. Anno 2024 zijn er enkel experimentele projecten bekend.
Vliegende auto's zijn altijd een compromis van tegenstrijdige ontwerpeisen. Meestal is ombouw van auto naar luchtvaartuig en omgekeerd nodig, maar dat hoeft soms niet langer te duren dan vijf tot tien minuten. 
Om te beginnen is een luchtvaartuig al gauw te breed voor een auto op de openbare weg. En een gewone auto is veel te zwaar geconstrueerd om mee te kunnen vliegen. Een personenwagen moet de inzittenden beschermen bij een frontale botsing, terwijl dergelijke voorzieningen bij een vliegtuig slechts zinloze ballast opleveren (een mid-air botsing van een vliegtuig is sowieso fataal). De besturing en dashboard van een auto zijn van een geheel andere orde dan van een vliegtuig. Hetzelfde geldt voor de motor, tractie, zwaartepunt en rijeigenschappen. En zo zijn er nog tal van tegenstrijdige eisen op het gebied van aerodynamica, veiligheid en voorschriften.
Doordat vele compromissen moeten worden gesloten zal een vliegende auto vrijwel altijd suboptimaal presteren, zowel tijdens de rijfase als de vliegfase. In Nederland heeft de bouwer van een vliegende auto te maken met twee toezichthoudende instanties: de RDW en de ILT (voormalige Rijksluchtvaartdienst).
Vliegende auto's kunnen onderverdeeld worden in twee verschillende types:
- Geïntegreerd - Onderdelen die gebruikt worden bij het vliegen worden meegevoerd tijdens het rijden, bijvoorbeeld ingeklapt.
- Modulair - De delen die alleen gebruikt worden om mee te vliegen (bijvoorbeeld vleugels en staart) blijven achter op het vliegveld.

De eerste vliegende auto's waren allemaal van het modulaire type, voornamelijk vanwege de eenvoudiger constructie. Vandaag de dag werken ontwerpers voornamelijk aan geïntegreerde exemplaren om complete flexibiliteit voor de gebruiker mogelijk te maken.
De bestuurder moet zowel een rijbewijs als een vliegbrevet (RPL of PPL) hebben. Dit geldt niet per se voor types die verticaal kunnen starten en landen en geen wielaandrijving hebben. Qua gebruik zouden dit auto's zijn, in de zin dat ze compact genoeg zijn om hoogstens enkele parkeerplaatsen in te nemen.

## Geschiedenis

### Visie en eerste experimenten
Niet lang nadat de Gebroeders Wright hun eerste succesvolle vlucht maakten, begonnen luchtvaartpioniers te geloven in een hybride vliegende auto. Al in 1926 had Henry Ford de experimentele Sky Flivver ontwikkeld, maar dit project werd gestaakt na een ongeluk waarbij de piloot omkwam. Toch was Ford er in 1940 zeker van: Je kunt erom glimlachen, maar hij komt.
Men hoopte een voertuig te ontwikkelen voor de gewone man. Die zou van huis naar een geschikte plaats kunnen rijden om dan vliegend verder te gaan. In enkele huidige projecten, zoals in de LaBiche FSC-1, is een automatische conversie naar vliegtuig ingebouwd.
Glenn Curtiss, de belangrijkste concurrent van de Gebroeders Wright, was de eerste die met een ontwerp voor een vliegende auto kwam. Zijn vliegende auto had drie vleugels en een aluminium carrosserie en maakte gebruik van dezelfde vleugels als zijn Model L Triplane die een spanwijdte had van 12 meter en een lengte van 6 meter. Zijn vliegende auto zou nooit vliegen, maar werd tentoongesteld in New York in 1917. Het eerste patent voor een vliegende auto ging naar Felix Longobardi op 3 december 1918 en Curtiss ontving een patent voor zijn vliegende auto in 1919.
De eerste vliegende auto die ook daadwerkelijk zou vliegen, werd gebouwd door Waldo Waterman. Op 21 februari 1937 ging zijn Arrowbile voor het eerst de lucht in. De Arrowbile was een verdere ontwikkeling van Watermans staartloze vliegtuig, de Whatsit. Hij had een spanwijdte van ruim 11 meter en een lengte van ruim 6 meter. Zowel op de grond als in de lucht werd hij aangedreven door een Studebaker motor. Hij kon vliegen met een snelheid van 177 km per uur en rijden met een snelheid van bijna 90 km per uur. Er werden in totaal vijf Arrowbiles gemaakt.

### Naoorlogse ontwikkeling
In de jaren 1950 was de westerse wereld aan het herstellen van de Tweede Wereldoorlog en scheen alles mogelijk te zijn. De vliegende auto was een visie voor het transport in de 21e eeuw en een veelgebruikt kenmerk van sciencefictionverhalen.

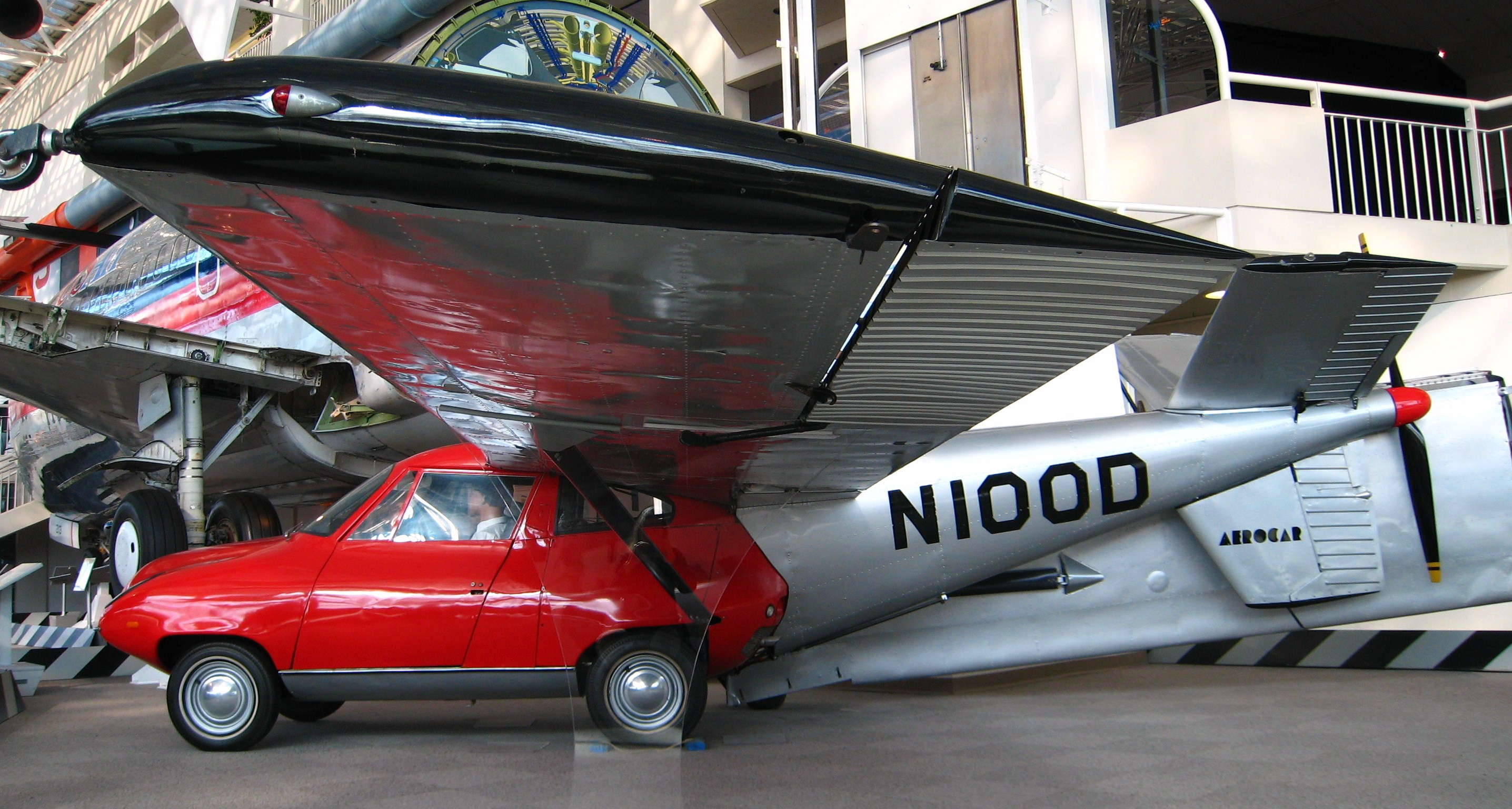
The Taylor Aerocar III in het Museum of Flight in Seattle

Verschillende ontwerpen (zoals de Convair vliegende auto en Molt Taylor's Aircar) hebben gevlogen, maar geen enkele heeft commercieel succes behaald en degene die hebben gevlogen zijn onbekend bij het grote publiek. Een opmerkelijk ontwerp, Henry Smolinski's Mizar, gemaakt door een Cessna Skymaster te combineren met een Ford Pinto, viel uiteen tijdens een testvlucht, waarbij Smolinski en zijn piloot omkwamen.
In de jaren 1950 voerde de Ford Motor Company een serieuze studie uit naar de haalbaarheid van een vliegende auto als commercieel product. Ze kwamen tot de conclusie dat het technisch uitvoerbaar was, economisch haalbaar was en significante realistische markten had. De verkende markten omvatten de ambulancediensten, politie- en reddingsdiensten, militair gebruik, en aanvankelijk, een luxe vorm van transport. Enkele van deze markten worden nu bediend door lichte helikopters, waaruit de trefzekerheid van Fords campagne blijkt. Maar de vliegende auto die Ford had onderzocht, zou zeker vijftig keer minder duur zijn.
Toen Ford de Amerikaanse Federal Aviation Administration (FAA) benaderde voor de voorschriften, was het probleem dat de toen bekende vormen van luchtverkeersleiding ongeschikt waren voor de hoeveelheid verkeer die Ford voorspelde. In die tijd maakte de luchtverkeersleiding gebruik van kaartjes waar de vluchtnummers, hoogtes en opschriften op werden geschreven en die in een kaartenbak werden geplaatst. Naar alle waarschijnlijkheid zou een geautomatiseerde luchtverkeersleiding, of een of andere vorm van hoogtetoewijzing, de problemen kunnen oplossen. Andere problemen zouden echter ook op een of andere manier opgelost moeten worden, zoals dronken bestuurders of bestuurders zonder rijbewijs.

### Enkele vliegende auto's en rijdende vliegtuigen
- Curtiss Autoplane - 1917; heeft nooit gevlogen
- Waterman Arrowbile - 1937; twee exemplaren zijn nog te bezichtigen in musea (2004)
- Tayler Aerocar - 1949; eerste exemplaar dat nog steeds vliegt (2004)
- Aerauto PL.5C - begin van de jaren 1950
- AVE Mizar - 1973; stortte neer; de ontwerper werd twee weken later dood teruggevonden.

## Moderne ontwikkelingen

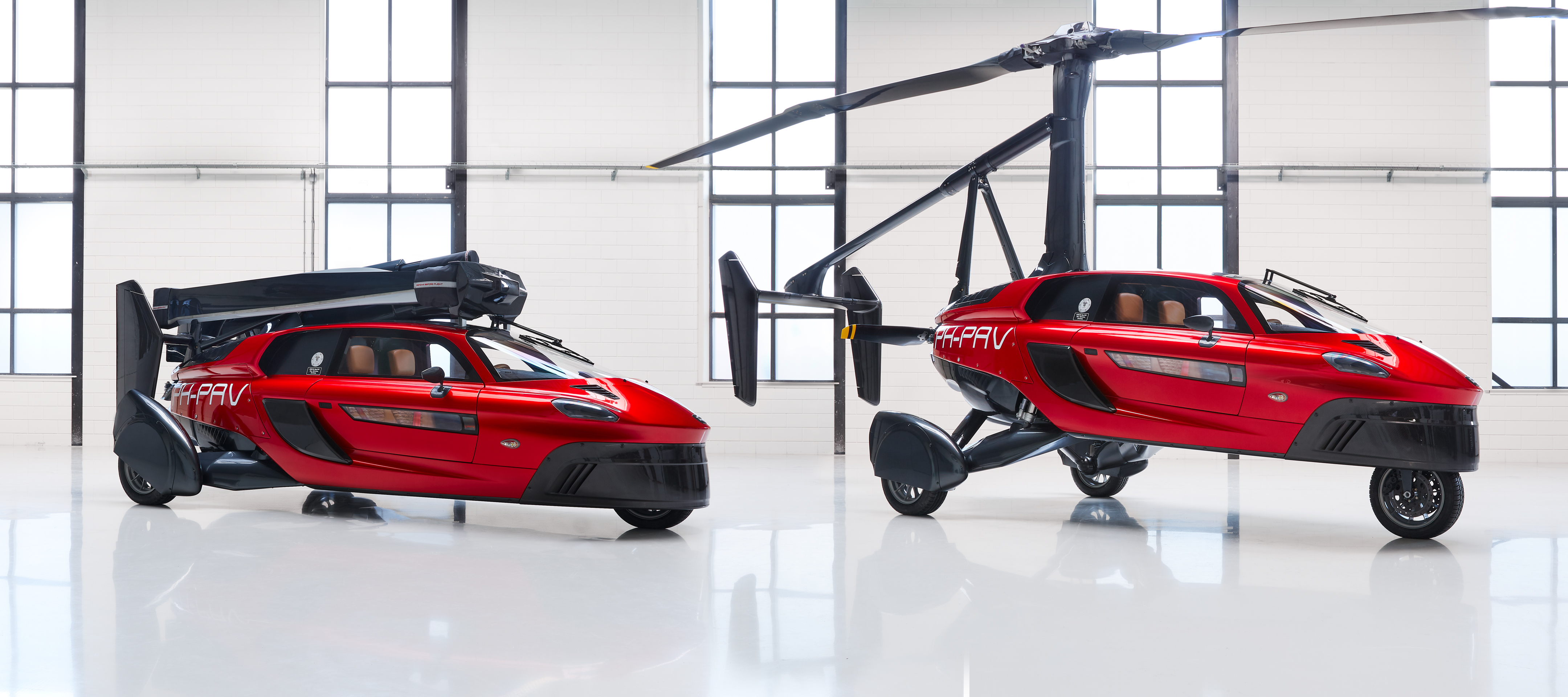
PAL-V in rij- en vliegmodus (als autogiro)

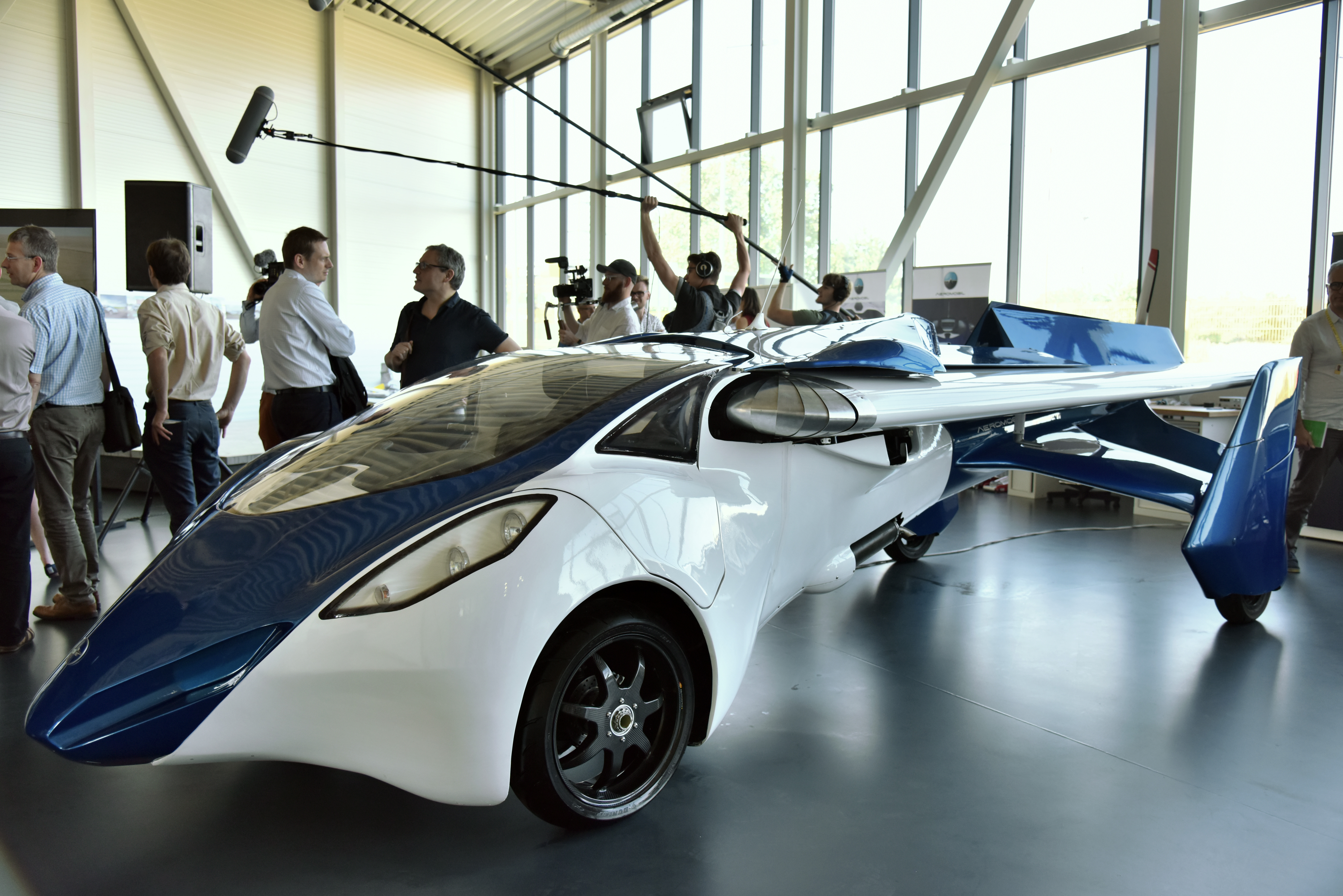
AEROMOBIL 3.0 uit Slowakije (juli 2016)

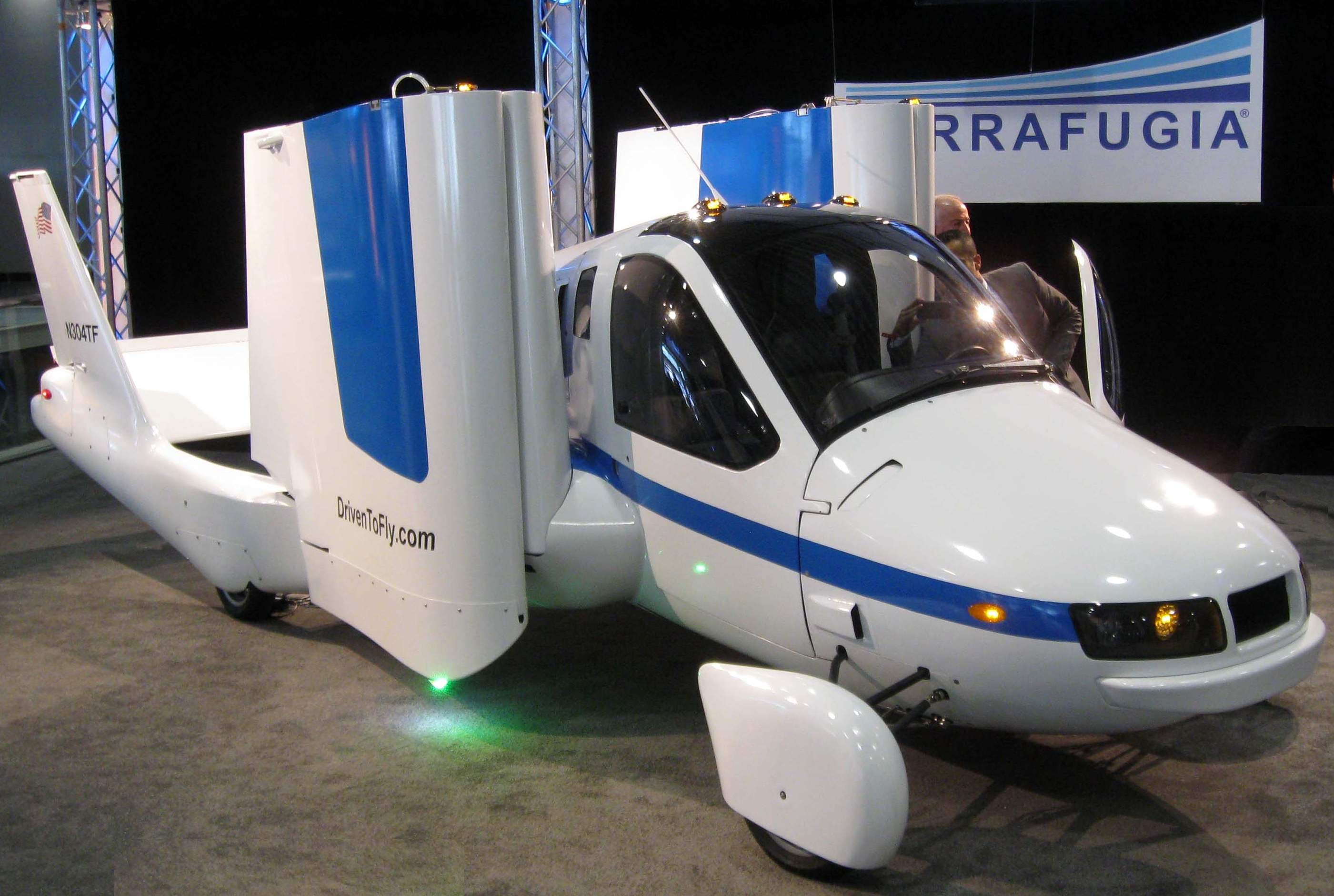
Terrafugia (2012)

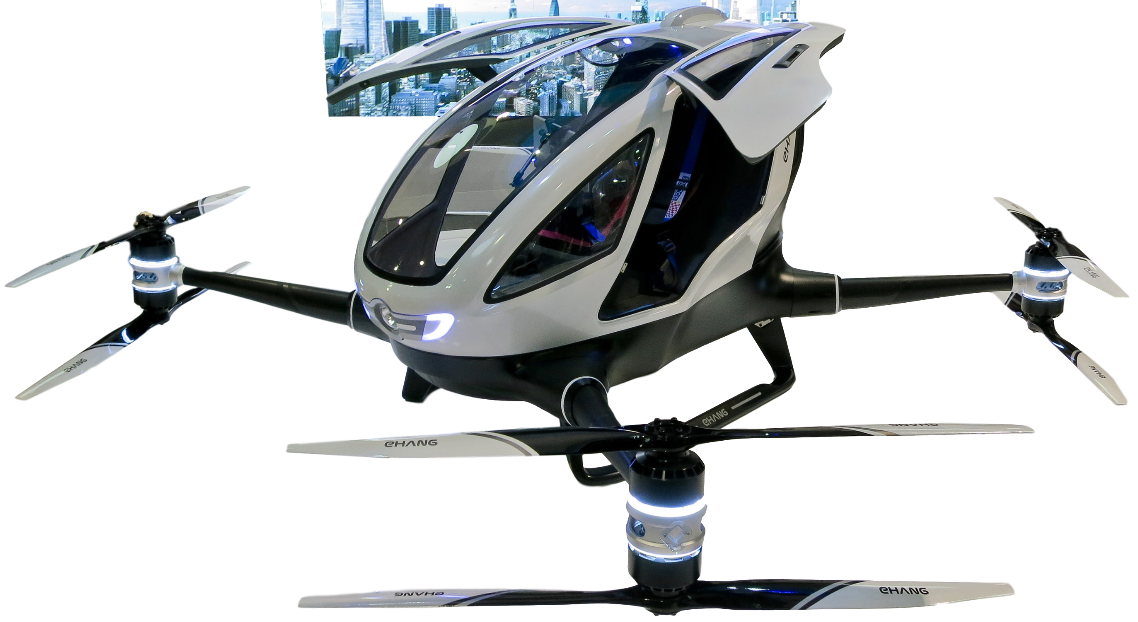
Ehang 184-drone voor één passagier (2018)

PAL-VDe Nederlandse PAL-V, gepresenteerd in 2012, maakte toen een testronde boven Brabant en reed daarna verder. Als autogiro kan deze relatief veilig een noodlanding maken wanneer de motor uitvalt. De rotorbladen zijn inklapbaar en een duwschroef (propeller aan de achterkant) zorgt voor de aandrijving in de lucht. De tweezits driewieler wordt naar verwachting vanaf 2026 geleverd.
AeroMobilDe AeroMobil uit Slowakije maakte zijn eerste vlucht in oktober 2014 en klapt bij het rijden de vleugels naar achteren. In mei 2015 stortte een prototype neer; de testpiloot had lichte verwondingen. In 2023 is de ontwikkeling gestopt.
TerrafugiaDe Terrafugia heeft aan de zijkant van de romp opvouwbare vleugels. Het bedrijf, in 2006 opgericht door studenten van de MIT in de VS, kwam in 2017 in Chinese handen. In 2021 is het meeste personeel ontslagen, om de ontwikkeling voort te zetten in China.
I-TEC MaverickDe Maverick is een combinatie van een paramotor en een soort buggy. Voor de stijgkracht zorgt een uitklapbare parapente aan een 6,5 meter hoge mast. Met de vijfbladige duwpropeller ligt de topsnelheid rond de 60 km/u. De Maverick ontving in 2008 het Amerikaanse 'Experimental' luchtwaardigheidsbewijs. Na twee (niet fatale) ongevallen kampt het project met een gebrek aan financiering en is de noodzakelijke herontwikkeling van het grote glijscherm gestopt.

### Niet-rijdend
Dit betreft toestellen die hooguit loopwielen hebben. Het zijn dus geen vliegende auto's, maar toestellen die weinig voorzieningen nodig hebben en op een klein oppervlak kunnen opstijgen en landen. Hoppend kunnen ze enkele functies van de auto vervullen.
Moller SkycarDe Moller Skycar is een prototype dat vanaf de jaren 1970 ontwikkeld is, maar alleen in 2003 gedemonstreerd werd. De Skycar heeft een vliegtuigromp tussen vier kantelbare motoren zoals bij de Osprey. De Skycar is een VTOL, die niet ontworpen is om op de weg te rijden, maar om van startplaats naar landingsplaats te hoppen. Hij heeft geen wielaandrijving. De ontwikkeling heeft 100 miljoen dollar gekost, vooral opgebracht door Paul S Moller. Na 2015 zijn er geen ontwikkelingen.
Personal droneVanuit de ontwikkeling van onbemande elektrische multikopter-drones worden er ook proeven gedaan met 'personal drones' voor personenvervoer. Het Chinese bedrijf Ehang deed in 2019 proeven met autonoom vliegende personal drones.
Vliegende taxi
Deze zijn uitgevoerd als multikopters. In Dubai (2022) en New York (2023) is geëxperimenteerd met vliegende taxi's. Het elektrische toestel in Dubai had twee zitplaatsen naast elkaar en vloog autonoom, maar er zijn geen plannen voor de inzet. In New York vlogen verschillende types, met minstens twee zitrijen. Men hoopt er in 2025 of 2026 passagiers mee te vervoeren voor de luchthavens. China zegt vanaf eind 2023 autonoom vliegende taxi's commercieel in te zetten in Guangzhou en Hefei.

## Organisaties en evenementen
Ieder jaar worden er bijeenkomsten gehouden om de ontwikkelingen te bediscussiëren en te zien. Bekend zijn de EEA Airventure in Oshkosh, Wisconsin, VS en de bijeenkomsten van Society of Automotive Engineers (SAE) in verschillende steden.

## Fictie

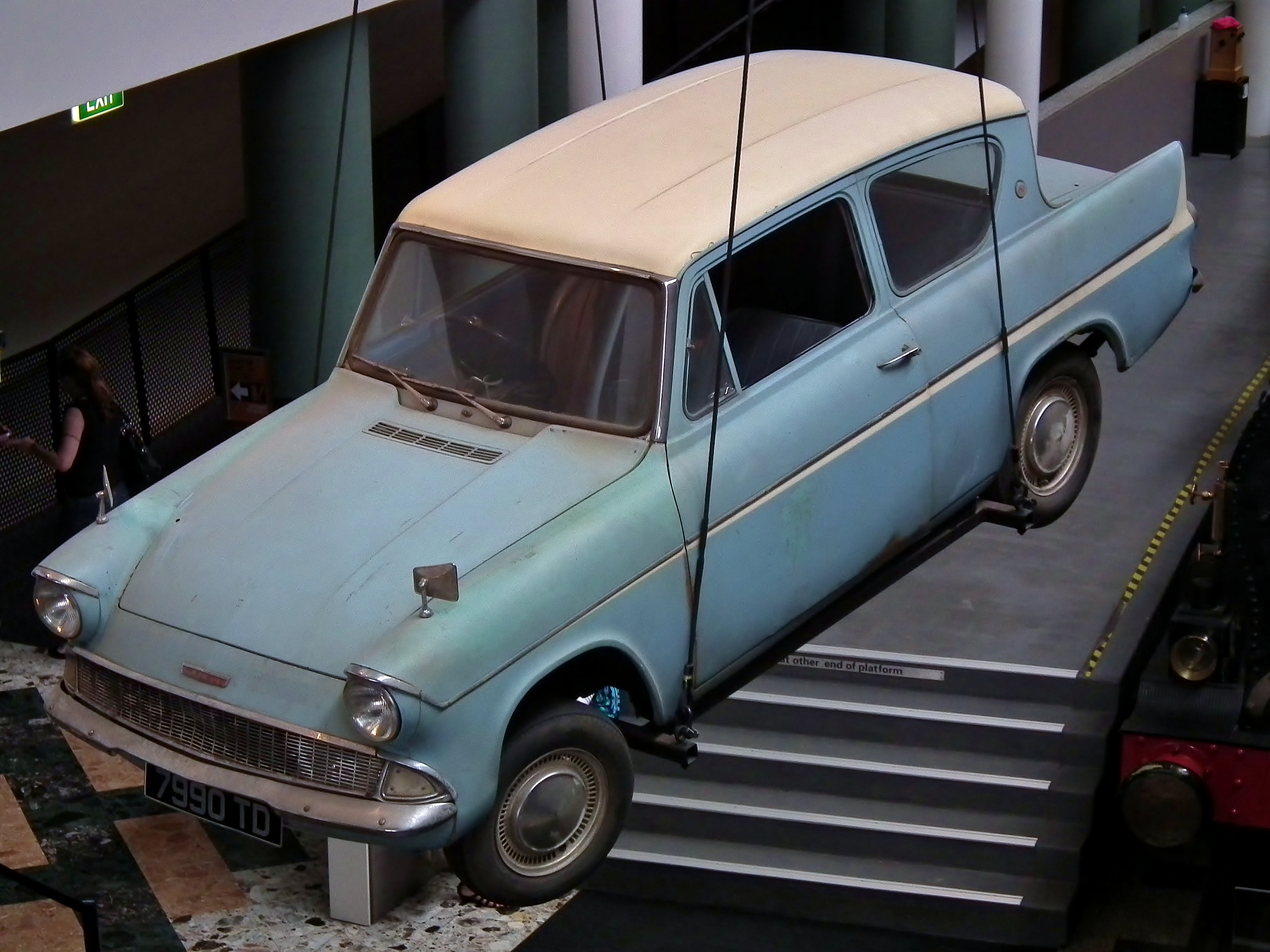
Vliegende Ford Anglia in de Harry Potter-films

In de romans van Philip K. Dick, zoals De elektrische nachtmerrie, komen vliegende auto's met VTOL-capaciteiten voor in de vorm van "flapples" en "spinners". Vliegende auto's en andere vliegende voertuigen komen veel voor in sciencefiction-films en -series waarin een technologisch vergevorderde toekomst wordt uitgebeeld, zoals in Star Wars, The Fifth Element, Star Trek en The Matrix. Gewoonlijk vliegen deze voertuigen zonder zichtbare middelen om in de lucht te blijven (mogelijk met behulp van antizwaartekracht of een andere exotische technologie). In de film Flubber maakt een professor gebruik van het door hem uitgevonden flubber om zijn eigen auto te laten vliegen. Een van de meest iconische vliegende auto's is de DeLorean-tijdmachine uit de film Back to the Future Part II, waar hij aangepast wordt om te vliegen terwijl hij een tijdreis maakt in de toekomst. Een andere bekende vliegende filmauto is Chitty Chitty Bang Bang, uit de gelijknamige Britse muziekfilm uit 1968, die geïntegreerde vleugels heeft.
Meer recent hebben vliegende auto's hun overgang gemaakt van de sciencefiction naar de fantasy in de Harry Potter-boeken, waarin een Ford Anglia wordt omgetoverd tot een vliegende auto.